# Chaetophiloscia walkeri
Chaetophiloscia walkeri is een pissebed uit de familie Philosciidae. De wetenschappelijke naam van de soort is voor het eerst geldig gepubliceerd in 1915 door Pearse.